# Dysaules brevipennis
Dysaules brevipennis är en bönsyrseart som beskrevs av Wood-mason 1882. Dysaules brevipennis ingår i släktet Dysaules och familjen Tarachodidae. Inga underarter finns listade i Catalogue of Life.